# Mart Ojavee
Mart Ojavee (* 9. November 1981 in Tallinn) ist ein ehemaliger estnischer Radrennfahrer.

## Karriere
Mart Ojavee gewann 2003 das estnische Eintagesrennen Elva Rattaralli. Von 2004 bis 2007 fuhr er für das estnische Continental Team Kalev Chocolate. Bei der Saaremaa Velotuur konnte Ojavee 2005 eine Etappe gewinnen und 2006 wurde er Zweiter beim Coupe des Carpathes. In seiner bis dahin erfolgreichsten Saison 2007 gewann Ojavee den Rosendahl Grand Prix, zwei Etappen beim FBD Insurance Ras, den Prolog der Saaremaa Velotour, ein Teilstück bei der Bulgarien-Rundfahrt und eine Etappe sowie die Gesamtwertung der Scandinavian Week.
2008 ging er zu Rietumu Bank-Riga. Für dieses Team gewann Ojavee eine Etappe der Five Rings of Moscow, den Tallinn-Tartu GP und eine Etappe des Way to Pekin. Anfang 2009 wechselte er zum Cycling Club Burgos. In diesem Jahr siegte er auch beim Rennen Grand Prix of Donetsk.
Von 2010 bis 2013 trat er für das Team Champion System Pro Cycling Team in die Pedale. 2011 wurde er estnischer Straßenmeister und estnischer Meister im Kriterium. 2012 gewann er eine Etappe der Saaremaa Velotuur. 2011 und 2012 gewann er die Gesamtwertung der Saaremaa Velotuur.

## Erfolge
2007
- zwei Etappen FBD Insurance Ras
- eine Etappe Bulgarien-Rundfahrt

2008
- eine Etappe Five Rings of Moscow
- Tallinn-Tartu GP
- eine Etappe Way to Pekin

2009
- Grand Prix of Donetsk

2011
- Estnischer Meister – Straßenrennen
- Estnischer Meister – Kriterium

## Teams
- 2004 Kalev Chocolate-Merida
- 2005 Kalev Chocolate-Classic Bicycles
- 2006 Kalev Chocolate
- 2007 Kalev Chocolate
- 2008 Rietumu Bank-Riga
- 2009 Cycling Club Bourgas
- 2010 CKT-Champion System
- 2011 Champion System
- 2012 Champion System
- 2013 Champion System Pro Cycling Team